# Šventoji (Neris)
Die Šventoji (wörtlich übersetzt „die Heilige“) (deutsch: Heiligenaa, als ältere deutsche Bezeichnung und Abwandlung von „Šventoji“ auch Swenta) ist mit einer Länge von 242 km der längste Fluss, der in ganzer Länge auf litauischem Territorium fließt.

## Verlauf
Die Šventoji entspringt in Nordostlitauen. Der Anfangsverlauf des Flusses ist besonders beliebt zum Paddeln, da sich in der angrenzenden Seenplatte viele mögliche Routen ergeben. Nahe Jonava mündet die Šventoji in die Neris.
Im Bereich des Zusammenflusses von Neris und Šventoji wurde das Ichthyologische Šventoji-Schutzgebiet geschaffen.

## Geschichte
Am 1. September 1435 kam es zwischen dem Deutschen Orden und dem Heer des Großfürstentums Litauen an der Šventoji (Swenta) in der Nähe von Ukmergė (polnisch: Wiłkomierz) zur Schlacht an der Swenta, auch Schlacht bei Ukmergė oder Schlacht bei Wiłkomierz genannt, in der die Litauer siegten.

## Weblinks

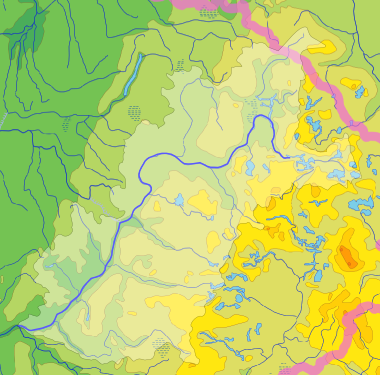
Einzugsgebiet der Šventoji